# Тит Статилий Тавър (консул 44 г.)
Вижте пояснителната страница за други личности с името Тит Статилий Тавър.
Тит Статилий Тавър (на латински: Titus Statilius Taurus) е римски политик и сенатор през 1 век.

## Биография
Син е на Тит Статилий Тавър (консул 11 г.), а по майчина линия е внук на оратор Марк Валерий Месала Корвин. Неговият брат Тит Статилий Тавър Корвин е консул през 45 г.
През 44 г. Тавър става редовен консул, а през 52/53 проконсул на провинция Африка. През 53 г. е набеден в магьостничество и говорене против императорската фамилия от Тарквиций Приск, който бил легат при него в Африка, подтикван от Агрипина, която иска градините на богатия консул. Тавър се самоубива преди присъдата на Сената.